# Braulio Guerra Malo
Braulio Ma. Guerra Malo (17 de febrero de 1948 - 16 de septiembre de 2008), fue un abogado, político, escritor, educador y funcionario público mexicano; egresado de la Universidad Autónoma de Querétaro con la Tesis Profesional: Algunos Aspectos sobre el Asilo Político y la Extradición. Presidente municipal de Querétaro y ex rector de la universidad de ese estado.

## Decimoprimer Rector
Sus padres fueron Juventino Guerra Soto y Luz Malo Juvera y de Sautto, hija del general Julián Malo Juvera. Decimoprimer Rector de la Universidad Autónoma de Querétaro, Guerra Malo ocupó el cargo durante los periodos 1982-1985 y 1985-1988. Durante su administración se creó la Escuela de Sociología, antecedente de la Facultad de Ciencias Políticas y Sociales; asimismo, se instituyó la Carrera Técnica de Periodismo, precedente de la Licenciatura en Comunicación y Periodismo de la misma Facultad.
En 1984 y 1985 consiguió que el Consejo Universitario autorizara las Maestrías en Psicología Educativa (Facultad de Psicología) y las de Fisiología y Anestesiología (Facultad de Medicina); en 1984 el Taller de Investigaciones Educativas se convirtió en el Centro de Investigaciones Educativas.
Para el año de 1987 se autorizaron la Maestría en Derecho Notarial y la Maestría en Derecho Penitenciario (Facultad de Derecho), la Maestría en Impuestos (Facultad de Contabilidad y Administración) y la Maestría en Antropología e Historia (dependiente del área de Humanidades).

## Asociaciones
Perteneció las siguientes organizaciones:
- Asociación Mexicana de Derecho Internacional (AMEI).
- Sociedad Mexicana de Neurología y Psiquiatría, A.C.
- Asociación Internacional de Derecho Internacional (AIDI).
- Instituto Hispano-Luso-Americano de Derecho Internacional (IHLADI).
- International Peace Research Association (IPRA).
- Academic Council on the United Nations System (ACUS).
- The International Association of University Presidents.
- Centro de Estudios Internacionales (CINT).
- International Law Association (ILA).

## Publicaciones
Autor de los siguientes libros:
- Compendio de Derecho Internacional.
- Tres Internacionalistas Americanos.
- Relación Histórica del Venerable Padre.
- La Asamblea Constituyente de Querétaro en 1917.